# The Plutonium Cathedral
The Plutonium Cathedral — дебютный альбом шведской синти-поп-группы Vacuum, выпущенный в 1997 году. Содержит самую известную песню группы «I Breathe», которая была выпущена первым синглом. Состав группы на этом альбоме: Маттиас Линдблум (солист), Марина Шипченко (клавишные и бэк-вокал) и Александр Бард (клавишные).

## Концепция
Как и два последующих альбома группы, The Plutonium Cathedral отходит от традиционной для поп-музыки темы любви и содержит в себе композиции на тему мифологии, религии, политики и науки (в основном астрономии). Маттиас Линдблум, как и на двух следующих альбомах группы, исполняет песни в твёрдой лирической манере, часто переходя на оперный вокал.

## Список композиций
Тексты всех песен написаны Александром Бардом, аранжировки — Андерсом Вольбеком.
| №   | Название                      | Длительность |
| --- | ----------------------------- | ------------ |
| 1.  | «Parallel Universe»           | 4:10         |
| 2.  | «I Breathe»                   | 4:35         |
| 3.  | «Pride in My Religion»        | 4:01         |
| 4.  | «Science of the Sacred»       | 4:52         |
| 5.  | «Rise & Shine Olympia»        | 4:00         |
| 6.  | «Atlas Shrugged»              | 4:38         |
| 7.  | «Illuminanti»                 | 4:14         |
| 8.  | «Woman Named America»         | 4:16         |
| 9.  | «Prussia»                     | 4:38         |
| 10. | «The Shape of Things to Come» | 4:01         |
| 11. | «Sign on The Skyline»         | 5:25         |
| 12. | «Tin Soldiers»                | 4:29         |
| 13. | «Closer Than the Holy Ghost»  | 5:02         |